# Pikkelysömör
A pikkelysömör (más néven pszoriázis) hosszan tartó, nem fertőző autoimmun betegség, amelyet bizonyos bőrfelületek kóros elváltozása jellemez. Ezek a területek vörösek, vagy egyes sötétebb bőrű embereknél lilák. Az érintett területeken viszkető érzést válthat ki a betegség, a bőr pedig száraznak és pikkelyesnek érződik. A pikkelysömör súlyossága a kis, lokális foltoktól a teljes testet elborító foltokig változik. Bizonyos bőrön keletkező sérülések esetén az adott helyen pikkelysömörös bőrelváltozás alakulhat ki, amit Köbner-jelenségnek neveznek.
A pikkelysömör öt fő típusa a plakkos, a guttatikus, az inverz, a pustulózus (pustulosus) és az eritrodermiás (erythrodermiás). A plakkos pikkelysömör, más néven psoriasis vulgaris, az esetek mintegy 90%-át teszi ki. Jellemzően vörös foltok formájában jelentkezik, amelyek tetején fehér pikkelyek vannak. A leggyakrabban érintett testtájak az alkar hátsó része, a lábszár, a köldök környéke és a fejbőr. A guttatikus pikkelysömör csepp alakú elváltozásokkal jár.  A psoriasis pustulosus apró, nem fertőző, gennyes hólyagok formájában jelentkezik.  Az inverz pikkelysömör vörös foltokat képez a bőrredőkben.  Az erythrodermiás psoriasis akkor jelentkezik, amikor a kiütés nagyon kiterjedtté válik, és a többi típus bármelyikéből kialakulhat. A legtöbb pikkelysömörös embernél a körmök és a lábkörmök is érintettek lesznek a betegség előrehaladása folyamán. Az érintettség következtében a körmökön gödröcskék alakulhatnak ki, illetve a körmök színének megváltozása is előfordulhat.
A pikkelysömörről általában úgy gondolják, hogy genetikai betegség, amelyet környezeti tényezők váltanak ki. Ha egy ikerpár egyik tagja pikkelysömörben szenved, az ikerpár másik tagja háromszor nagyobb valószínűséggel lesz érintett, ha az ikrek egypetéjűek, mint hogyha kétpetéjű lennének.  Ez arra utal, hogy genetikai tényezők hajlamosítanak a pikkelysömörre. A tünetek télen (fényhiány) és bizonyos gyógyszerek, például béta-blokkolók vagy nem-szteroid gyulladáscsökkentő gyógyszerek hatására gyakran súlyosbodnak. A fertőzések és a pszichológiai stressz is azok közé a faktorok közé tartozik, amik szerepet játszhatnak a betegség kialakulásában. A betegség alapmechanizmusa magában foglalja az immunrendszer bőrsejtekre való reagálását. Emiatt, illetve a társbetegségek jellege miatt a pikkelysömört autoimmun-betegségnek is tekintik. A diagnózis általában a tüneteken alapul.
A pikkelysömörnek nincs ismert gyógymódja, de különböző módszerek segíthetik a tünetek kezelését. Ezek közé tartoznak a szteroidos krémek, a D3-vitaminos krémek, az ultraibolya fénnyel történő terápia és az immunszupresszív gyógyszerek, mint például a metotrexát. A bőrt érintő tünetek körülbelül 75%-a javul csak a krémek használatával. A betegség a lakosság 2-4%-át érinti. Férfiak és nők egyforma gyakorisággal érintettek. A betegség bármely életkorban kezdődhet, de jellemzően felnőttkorban jelentkezik. A pikkelysömörrel összefüggésben fokozott a kockázat a pszoriázisos artritisz, a szív- és érrendszeri betegségek, a Crohn-betegség, a depresszió megjelenésére, illetve limfómák kialakulására. A pikkelysömörben szenvedő egyének akár 30%-át is érintheti az arthritis psoriatica.
A psoriasis szó a görög ψωρίασις szóból származik, jelentése "viszkető állapot" vagy "viszketés" a psora (viszketés) és az -iasis, (cselekvés, állapot) szóból.

## Okai
A pikkelysömör (psoriasis) az egyik leggyakoribb emberi bőrbetegség. Krónikus, fellángolásokkal tarkított, változatos klinikai kép jellemzi. Klasszikus esetben a tünetek erythema, infiltráció és hámlás kombinációjából állnak össze – erre utal a papulosquamosus, illetve erythematosquamosus besorolás is. Hisztológiailag a betegséget az epidermis proliferációja, a dermis kis ereinek tágulata, kanyargóssá válása, valamint a kifejezett granulocytás és mérsékelt T-sejtes infiltráció jellemzi. A psoriasis pontos patogenezise jelenleg is ismeretlen. Az ún. autoinflammatoricus betegség kialakulását feltehetően a bőr veleszületett immunrendszerének eltúlzott reakciója indítja el, amit 1-es típusú T-sejtek bevándorlása, aktiválódása, majd a hámsejtek abnormális proliferációja és differenciálódása követ. A folyamat hátteréül citokinek és kemokinek hálózata szolgál, krónikussá válásáért feltehetően a szabályozó T-sejtek kóros működése felelős.
A pikkelysömör nemcsak a bőrt, hanem az ízületeket is érintheti. Az arthritis psoriatica önálló, jól definiált kórkép, a rheumatoid arthritis után a második leggyakrabban előforduló gyulladásos ízületi megbetegedés. Több más megbetegedéssel együtt a szeronegatív spondylarthritisek csoportjába sorolható.
A kiterjedt bőr- és ízületi tünetekkel járó psoriasis súlyos és krónikus megbetegedés. Bár napjainkban megfelelő kezeléssel hosszú távú tünetmentesség érhető el, a pikkelysömör véglegesen nem gyógyítható.
A betegség genetikus jellegű, a pszoriázisra hajlamosító génnek eddig hét fajtáját azonosították. Az örökletes betegség megjelenéséhez egy kiváltó faktor is szükséges. Ez a faktor lehet külső vagy belső: vagyis lehet dohányzás, elhízás, nem megfelelő táplálkozás, és lehet stressz is; ha ezek együttes értéke elér egy bizonyos (az immunrendszer átlagos "kapacitásától" függő) küszöböt, akkor megjelenik a pikkelyes bőrelváltozás. (Mint általában minden genetikailag meghatározott tulajdonság vagy betegség kialakulásához az örökletes tényezők mellett a külső környezetből származó hatások szükségesek. Az, hogy ilyen esetekben milyen mértékben játszanak szerepet az örökletes tényezők, és milyen mértékben a környezeti hatások, a két tényező egymáshoz viszonyított relatív erősségétől függ. Erős genetikai meghatározottságú betegségeknél az állapot lényegében a környezeti tényezőktől függetlenül is kialakul, míg fordítva, erős külső hatások lényegében mindenkinél tudnak kóros állapotot, így pl. rosszindulatú tumort is okozni. Az esetek többsége a két szélsőség között van.)
Defenzint (védő peptidet) termelnek a bőr keratinocytái, az emésztőrendszer hámsejtjei, a tüdő hámsejtjei, a csontszövet egyes sejtjei, a granulocyták. A verítékben is található antimikrobás hatású LL-37 (cathe-licidin). Nagymennyiségű defenzint találtak a psoriasisos pikkelyekben. Ezzel magyarázható, hogy a pikkelysömörös területeken annak ellenére nem látható fertőzés, hogy a plakk-képződés jelentős szöveti károsodással jár. Az atopiás dermatitises területek azért védtelenebbek a fertőzésekkel szemben, mert azokról a védő peptidek szinte teljesen hiányoznak.
A meglévő hajlam aktiválásában résztvevő tényezők:
- stressz (baleset, vizsgaidőszak, családi események, bűnügyek stb.),
- gyógyszerek (béta-blokkolók (!), szalicilsav (!), lítium, interferon, nem-szteroid gyulladásgátlók, ACE-gátlók, antimaláriás szerek).
- bakteriális fertőzés, bakteriális gócok,
- étrendi kilengések (zsíros ételek túlzott fogyasztása),
- alkohol szertelen fogyasztása,
- a dohányzás káros hatását bizonyítottnak vehetjük: a betegek között sokkal több a dohányos. A napi több, mint húsz szál cigarettát fogyasztók kockázata kétszeres,
- diabetes gyakoribb a pszoriázisos betegek között[16]

## Epidemiológia és genetika
A psoriasis incidenciája a fejlett országokban 1-2 százalékra tehető, de feltehetően etnikai, földrajzi és környezeti tényezők miatt jelentős változatosságot mutat. Előfordulása gyakoribb az egyenlítőtől távolabb fekvő országokban, a kaukázusi fajta tagjai között, és ritkább a fekete bőrűeknél és bizonyos népcsoportokban (pl. Japánban), illetve alig fordul elő az ausztráliai bennszülöttek és az észak-amerikai indiánok között. Közép-Európában a pikkelysömör előfordulása 1,5% körüli – ezt alapul véve Magyarországon mintegy 150 ezerre tehető a psoriasisban manifeszt vagy látens módon érintettek száma. A pikkelysömörös férfiak és nők aránya nagyjából azonos. Az arthritis psoriatica a legtöbb vizsgálat szerint a psoriasisos betegek kb. 5-10%-át érinti, nemi különbségek az ízületi betegséget tekintve sincsenek.
A pikkelysömör bármely életkorban jelentkezhet, az első megjelenés időpontja szerint azonban a psoriasis bimodális jelleget mutat. A betegek többségénél (>75%) az első tünetek a negyvenedik életév előtt (többnyire a harmadik évtizedben) jelentkeznek (I. típus), míg a ritkább II. típusban a bőrtünetek idősebb életkorban (jellemzően a hatodik évtized során) alakulnak ki. A korai formára a kiterjedtebb tünetek, kedvezőtlenebb prognózis, családi halmozódás, illetve a humán leukocytaantigén (HLA) Cw6 allél gyakoribb előfordulása jellemző.
A pikkelysömör sok esetben családi halmozódást mutat. A tünetek monozigóta ikrekben 65-70%-os, kétpetéjű ikrek esetén 20% körüli egyezéssel jelentkeznek. Az a tény, hogy a konkordancia monozigóta ikrek esetén sem éri el a 100%-ot, a környezeti tényezők patogenetikai jelentőségére utal. Mindezen ismeretek alapján a pikkelysömör patogenezisét jelenleg komplex folyamatnak tartjuk, amelynek első lépése a bőr veleszületett immunrendszerének túlméretezett lokális reakciója egy lokális ingerre.
Az egyik legrégebben ismert betegség. Magyarországon 150-200 ezerre tehető a betegek száma. Lényege: körülírt területeken a keratinocyták szaporodása lényegesen felgyorsul, ennek következménye a fokozott szaruképződés. A betegség bonyolult immunológiai történés végeredménye. A T-sejtek fontos szerephez jutnak. A sokféle laboratóriumi vizsgálat közül a HLA (Human Leukocyta Antigén) kötődést említhető meg, ennek alapján két csoport különíthető el.
I. csoport: kifejezett HLA-kötődésűeknél: a családi előfordulás gyakoribb, a betegség 16—22 életév között kezdődik.
II. csoport: enyhébb, lazább kötődésűek között a családi előfordulás ritkább, a betegség az 50. életév után jelenik meg.
A psoriasis állapotának meghatározására a PASI index (Psoriasis Area Severity Index) használható. Ez olyan pontrendszer, amit a gyulladás, a szarusodás mértéke, a plakkok vastagsága alapján állítanak össze. Enyhe psoriasis pontértéke 0-10, közepes hevességűé 11-50, súlyosé 51-72. A betegség az egész szervezetre kiterjed, amelynek a tünetei elsősorban a bőrön jelennek meg. Érintettek lehetnek a kis ízületek, és nagy kárt tehet a beteg lelki életében is. Az önértékelés csökkenése, a társaság-képtelenség érzése komoly gondot jelent. 40-60%-ban kimutatható családi előfordulás. A genetikus tényező (HLA-Cw6 gén jelenléte) fontosságát bizonyítja, hogy az egypetéjű ikreknél 2-3-szor gyakoribb a psoriasis egyidejű előfordulása.
A trópusokon, szubtrópusokon ritka, eszkimók között nincs, a kínai statisztikák 0,37%-os gyakoriságról számolnak be. Európában a lakosság 2-(4)%-át sújtja a betegség, a bőrbetegek 6-8%-a psoriasisos.
| Lokusz neve | Kromoszóma  | Feltételezett gén                           | Gén lehetséges funkciója                          | Más betegségekkel való asszociáció |
| ----------- | ----------- | ------------------------------------------- | ------------------------------------------------- | ---------------------------------- |
| PSORS1      | 6p21.3      | HLA-Cw*0602                                 | MHC-I-függő antigénprezentáció                    | Asztma                             |
| PSORS2      | 17q25       | SLC9A3R1/NAT9                               | Vérsejtek fejlődése                               | Ekcéma                             |
| PSORS3      | 4q32-35     | D4S1535                                     | Interferon szabályozó faktor 2 (IRF2)             | -                                  |
| PSORS4      | 1cen-q21    | Epidermalis differenciálódási csoport (EDC) | Barrierfunkció, immunsejtek indukciója, kemotaxis | Ekcéma                             |
| PSORS5      | 3q21        | SLC12A8                                     | Kálium-/kloridtranszport                          | Reumatoid artritis                 |
| PSORS6      | 19p13-q13   | D19S425                                     | Ismeretlen                                        | -                                  |
| PSORS7      | 1p35-34     | -                                           | Ismeretlen                                        | -                                  |
| PSORS8      | 16q12-13    | -                                           | Ismeretlen                                        | -                                  |
| PSORS9      | 4q31-34     | D4S1597                                     | Ismeretlen                                        | -                                  |
| PSORS10     | 18p11.23    | -                                           | Ismeretlen                                        | -                                  |
| PSORS11     | 5q31.1-33.1 | IL-12B                                      | Immunsejtek indukciója (Th1)                      | -                                  |

## Patogenezis és szövettan
A pikkelysömörös plakk mikroszkópos vizsgálata mind az epidermisben, mind a dermis felső részében rendellenességeket tár fel. Legjellegzetesebb az epidermalis keratinocyták hiperproliferációja, a hám kóros elszarusodása, ún. parakeratózisa, immunológiailag aktív sejtek infiltrációja, a dermális erek megnyúlása, kanyargóssá válása. Az alapi keratinocyták mitotikus aktivitása pikkelysömörben ötvenszeresére fokozódik, ami azt eredményezi, hogy a hámsejtek a normális 28-30 nap helyett mindössze 3-5 nap alatt elérik a szaruréteget. A lerövidült érési idő kóros differenciálódással párosul, ami szövettanilag a stratum granulosum hiányaként, valamint parakeratosis (magot tartalmazó sejtek a vaskos pikkelyt képző szarurétegben) formájában jelentkezik. Az ödémás dermisz megnyúlt papilláinak csúcsáig érő kapillárisok mérete és száma is nagyobb, ami részben dilatáció, részben újér-képződés következménye. Mind a dermiszben, mind az epidermiszben kevert jellegű, limfocitákból, makrofágokból és neutrofil granulocitákból álló beszűrődés észlelhető. Jellegzetesek az úgynevezett Munro-féle mikroabszcesszusok: neutrofil granulociták gyülemei az epidermiszben, a szaruréteg alatt.
A pszoriázisos bőrben a T-sejtekből felszabaduló Th1 citokinek megfelelő kombinációja fokozza a pikkelysömörös hámsejtek gyorsult osztódását.
A veleszületett immunrendszer aktiválódása során termelődő citokinek közül legfontosabb a TNF-α, az IL-1α, valamint az IL-12, IL-23 és IL-17. A TNF-α egyértelműen a psoriasis patogenezisének egyik központi szereplője. A TNF-α szintje emelkedett mind a psoriasisos bőrben, mind az arthritis psoriaticás betegek synovialis folyadékában.
Bár gyulladáskeltő hatásai alapján a TNF-α-ról régóta feltételezték részvételét a pikkelysömör kialakulásában, a hipotézis legmeggyőzőbb bizonyítékát a TNF-α hatásait gátló gyógyszerek kiemelkedő pikkelysömör-ellenes hatékonysága szolgáltatta. Hasonlóképpen eredményes az IL-12, IL-23 és IL-17 elleni ellenanyagok terápiás alkalmazása.
Mindezen ismeretek alapján a pikkelysömör patogenezisét jelenleg komplex folyamatnak tartjuk, amelynek első lépése a bőr veleszületett immunrendszerének túlméretezett lokális reakciója egy lokális ingerre. Ez az inger lehet mechanikai (trauma, dörzsölés), lehet lokális gyulladás (bakteriális, egyéb infektív vagy tumorantigénekre). A keratinociták, granulociták, NK-T-sejtek és dendritikus sejtek által elindított lokális válaszreakcióba később kapcsolódnak be a citokinek és kemokinek hatására odavándorló (főként 1-es típusú) T-sejtek, amelyek maguk is jelentős citokin- (TNF-α, γ-interferon, IL-1α) forrássá válnak. A psoriasisos hámsejtek fokozott proliferációval és kóros differenciálódással reagálnak a felszabaduló citokinekre, és kialakul a jellegzetes hiperkeratotikus pikkelysömörös plakk. A tünetek krónikussá válását az immunreakciók lecsengését szabályozó (CD4+CD25+) T-sejtek nem megfelelő működése, vagy a kiváltó ok folyamatos jelenléte magyarázhatja.

## Klinikai jellegzetességek
A psoriasis morfológiailag a papulosquamosus betegségek csoportjába tartozik, azaz jellegzetes bőrtünete a hámló papula vagy plakk. 
A pikkelysömörös léziók (sérülések) általában négy alapvető tulajdonsággal rendelkeznek:
- 1. a környezetüktől élesen elhatároltak;
- 2. felszínüket leválasztható ezüstös pikkely fedi;
- 3. a pikkelyek alatt a bőr eritémás (piros);
- 4. a pikkelyek eltávolításakor a bőrfelszínen pontszerű vérzés észlelhető (Auspitz-jel).

A tünetek többnyire jellegzetes predilekciós (előszeretett, különösen kedvelt) helyeken, a könyökön és térden, hajas fejbőrön és a glutealis régióban (a fenéken) jelentkeznek. Bár a pikkelysömörös betegek egy része kifejezett viszketésről, ritkábban fájdalomról panaszkodik, ez többnyire a bőrszárazság következménye – a diagnózis felállításának tehát nem feltétele a szubjektív tünetek megléte. A bőrtünetek mellett az esetek csaknem felében észlelhetők körömelváltozások is, valamint a betegek jelentős része panaszkodik enyhébb vagy súlyosabb ízületi tünetekről.

## Tünetek
Az alap elemi elváltozás: vérbő alapon szorosan tapadó, jellegzetesen csillogó (parakeratotikus) hámlás: az erythem atosquamosus plakk. Az esetek 75-80%-ában 5–10 cm-es (vagy nagyobb) mezőket, 10-20%-ban aprófoltos (guttált, cseppezett) alak figyelhető meg. A guttált alak kiváltásában elsősorban a bakteriális fertőzések okolhatók. Guttált esetekben a gócok, fertőzések megszüntetése után hosszú tünetmentesség remélhető: akár 7-8 évig tartó tünetmentesség is előfordul. A pustulosus alak, amely a tenyereket, talpakat érintheti, kísértetiesen hasonlít a gombás dyshidrosisra (viszkető hólyagok).
A generalizált alakra a nagy kiterjedés jellemző, komoly szervezeti működési csőd sejthető mögötte. Amikor a plakkokon nem egyszerű parakeratotikus hámlás, hanem vaskos, pörkszerű vastagodás alakul ki, azok a psoriasis rupoide (sziklaszerű) tünetei. Ez a különös és ritka alak paraneoplasztikus (rákot kísérő) jelként értelmezendő: elsősorban malignus tüdődaganat után kell nyomozni. Az erythrodermia psoriatica esetében az egész testfelszín vérbő, nedvedző. A psoriasis inversa-nál éppen azokon a helyeken jelentkezik a betegség, amelyek egyébként mentesek szoktak lenni: hajlatokban, adiposus (kövér) betegek bőrráncaiban, glans penisen (makk). Ezekben az esetekben a psoriasisra jellemző parakeratotikus rétegek hiányozhatnak. A gyulladás rendszerint erősebb, a sarjadzógombás felülfertőződés miatt nedvedzés is előfordulhat. Psoriasis capitis kozmetikai, ápolástani gondot jelent. A hajas fejbőr ápolása nem egyszerű dolog. A körmökön pontszerű, gyűszűszerű benyomódások alakulnak ki. Kétes esetekben ez diagnosztikus értékű jel. Pikkelysömörrel járó szubjektív panaszok: a viszketés, feszülés érzése. Kezelések során, főleg a „felszívató kezelések” után, az égő érzés legtöbbször fokozódhat. Lefolyás: a betegség 20-40 év közöttieken, és 60 év felettieken a leggyakoribb, de más életkorúak, így gyermekek is megbetegedhetnek. Élet végéig tartó betegség. Aktivitása tavasszal és ősszel a legnagyobb.

### Bőrtünetek
A psoriasis vulgaris (közönséges, stacioner psoriasis [állandósult]) a leggyakrabban észlelhető klinikai forma. Jellegzetes bőrtünete a krónikusan fennálló, a környezetétől élesen elhatárolt, felszínén ezüstös pikkellyel fedett, a pikkelyek alatt erythemás (piros) papula vagy plakk, amely típusosan a könyökök, a térdek, a hajas fejbőr, a köldök, a keresztcsont és az interglutealis (farpofák közötti) árok területén helyezkedik el. A leggyakrabban előforduló vulgaris típus mellett a pikkelysömör változatos, ritkán életet veszélyeztető általános tünetekkel járó formákban is jelentkezhet. Psoriasis inversáról beszélünk, amikor a tünetek a nagyobb hajlatok területén alakulnak ki. Ilyenkor a hámlás általában minimális mértékű, és csak az élesen körülhatárolt erythemás plakk utal psoriasisra. A psoriasis guttata elsősorban a felső testfélre és a végtagok proximalis (a testhez közelebbi) részeire lokalizáltan, kicsiny (0,5-1,5 cm átmérőjű) papulák formájában jelentkező klinikai változat. Ez a forma elsősorban fiatal életkorban jelentkezik. Kialakulásában szerepet tulajdonítanak infekciók (pl. felső légúti streptococcus) során felszabaduló szuperantigéneknek.
Erythroderma psoriaticum esetén valamennyi bőrfelszín (arc, törzs, végtagok, tenyér, talp) és a bőrfüggelékek (köröm) is érintettek. A szokásos psoriaticus bőrtünetek mellett ilyenkor általában az erythema dominálja a klinikai képet, a hámlás ugyanakkor kevésbé kifejezett. A tünetek jelentkezhetnek kezdettől fogva erythroderma képében, de kialakulhatnak oly módon is, hogy a krónikus, stacioner psoriasis fokozatosan átmegy generalizált, exfoliativ (hámló) dermatitisbe (ezért bizonyos esetekben a túlságosan agresszív helyi kezelés tehető felelőssé). A psoriasis pustulaképződéssel is társulhat, ennek a psoriasistípusnak több formáját is ismerjük. A generalizált pustulosus psoriasis (von Zumbusch) elnevezés egy speciális akut pikkelysömörformára utal, ahol a generalizált, 2–3 mm átmérőjű steril pustulák képében jelentkező bőrtüneteket napokig tartó magas láz, általános tünetek (izomgyengeség, leukocytosis, gyorsult vvt süllyedés) kísérik. A láz többnyire rövidebb-hosszabb szüneteket követően jelentkezik, amit gyakran újabb pustulák hulláma kísér. A purulens (gennyes) hólyagok általában kifejezetten erythemás alapon ülnek, kezdetben kisebb csoportokat alkotnak, később összefolyhatnak. A törzsi lokalizáció mellett nem ritkák a tenyéri-talpi tünetek. A körömágy érintettsége miatt a körömlemezek elvesztése is előfordulhat. Generalizált pustulosus psoriasisban a klasszikus stacioner psoriasis bőrtünetei általában nem fedezhetőek fel. A betegség a súlyos általános komplikációk, interkurrens fertőzések, szívelégtelenség miatt akár fatalis (végzetes, azaz halálos) kimenetelű is lehet, ugyanakkor spontán remisszió (visszahúzódás) is előfordulhat. Terhesség alatt fellépő formáját impetigo herpetiformisnak nevezzük. Lokalizált pustulosus psoriasis két formában, tenyéri-talpi elrendeződésben (Barber-típus), illetve az ujjak körömpercére lokalizálódóan (acrodermatitis continua Hallopeau) fordulhat elő. Mindkét esetben steril pustulák képződését lehet megfigyelni, az általános tünetek azonban hiányoznak.

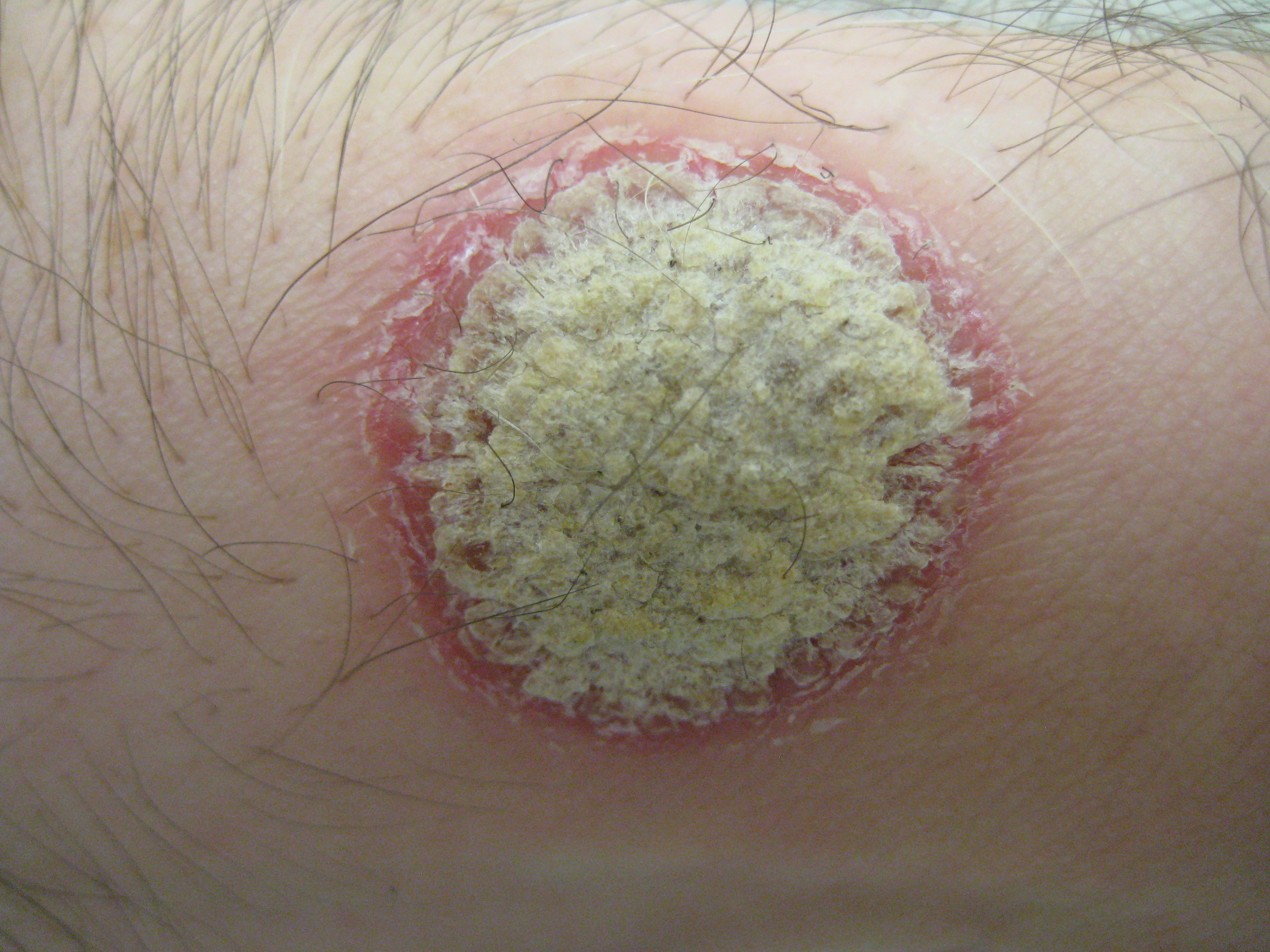
Pszoriázisos plakk
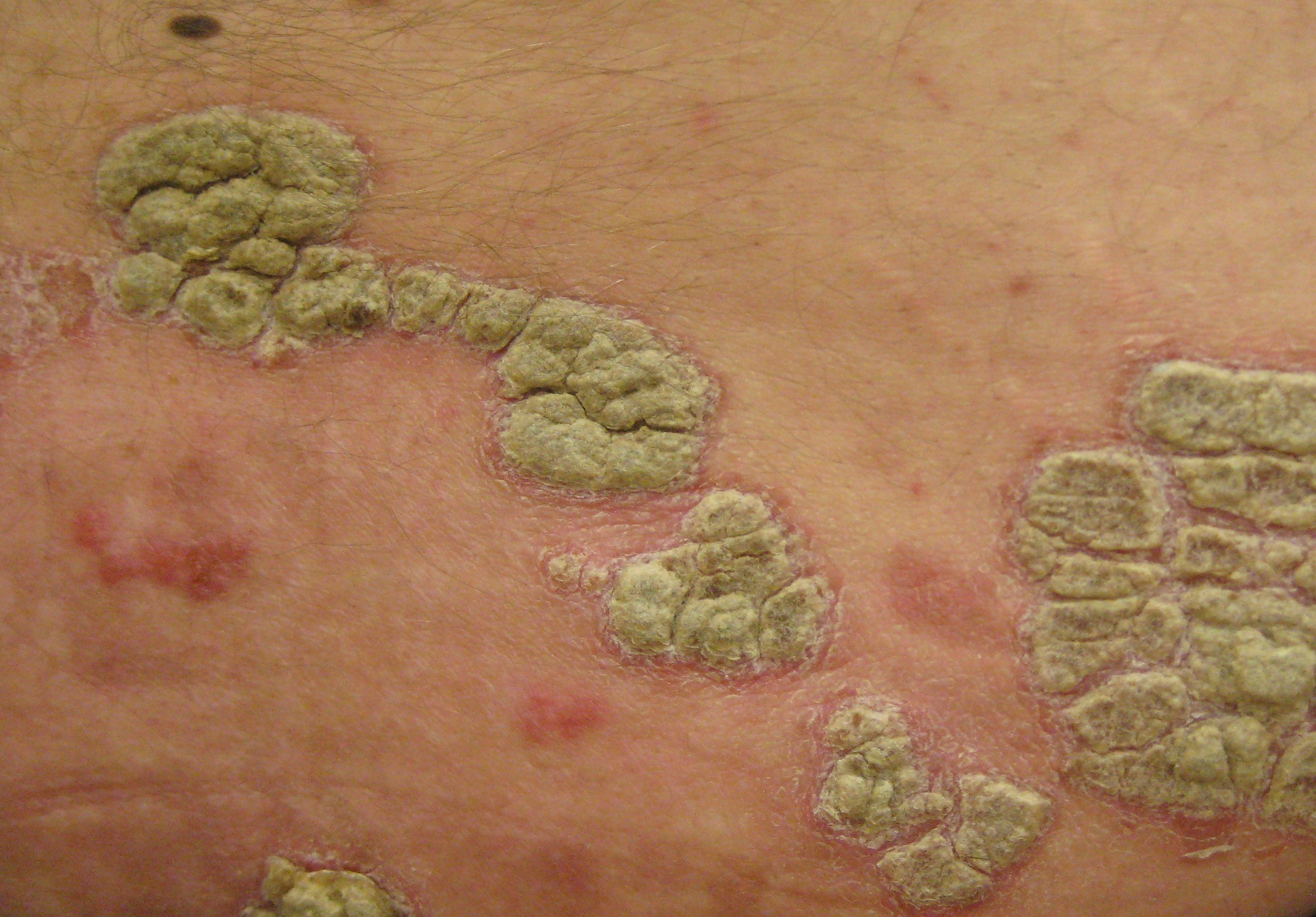
Pszoriázisos plakkok
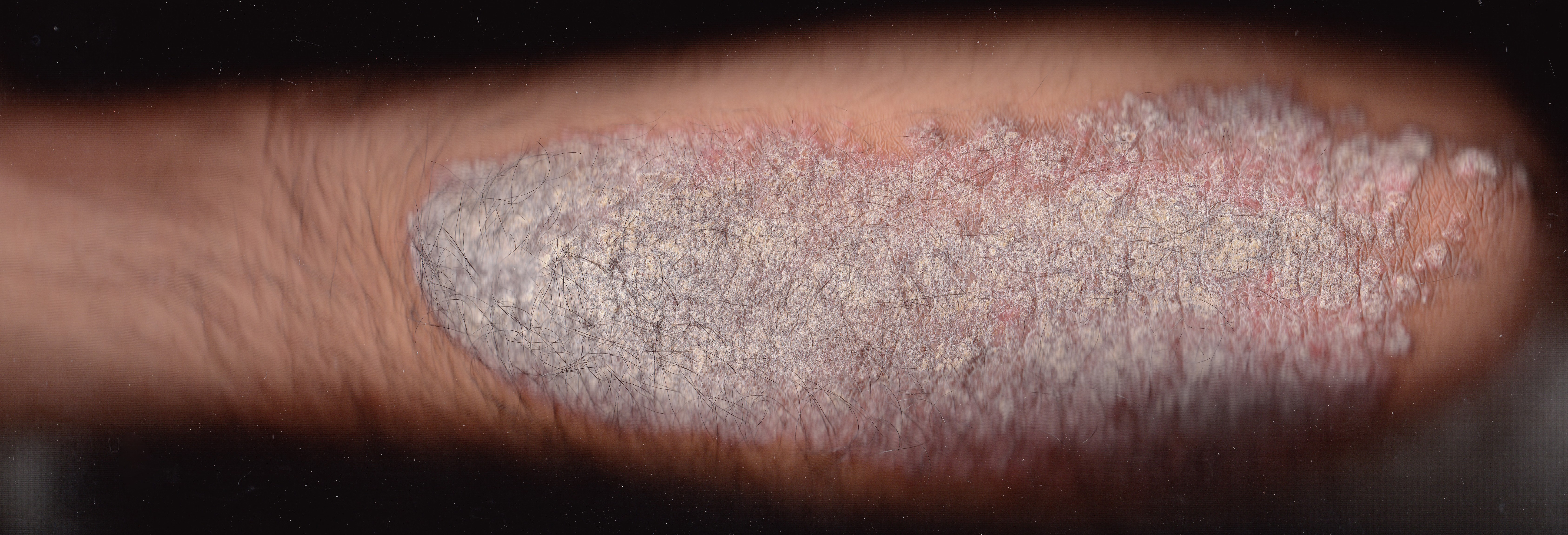
Pszoriázisos plakkokkal borított kar
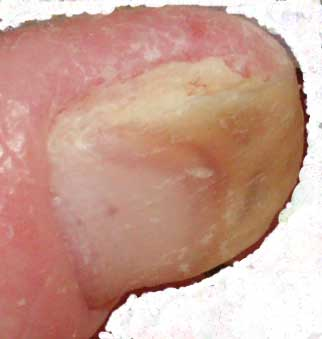
Ujj körmén jelentkező Pszoriázisos elváltozás
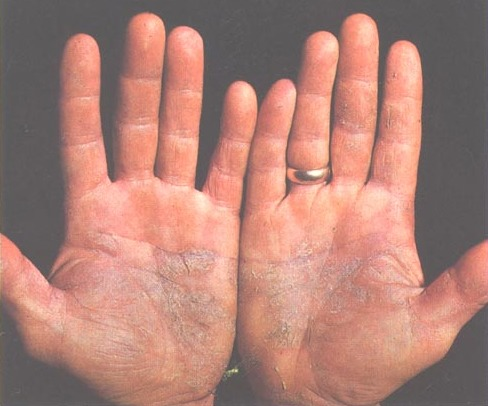
Pszoriázis a tenyéren

### Plakkos psoriasis
A psoriasis vulgaris (krónikus, stacioner psoriasis vagy plakkos pikkelysömör) a leggyakoribb forma, és a pikkelysömörös emberek 85-90%-át érinti. A plakkos pikkelysömör jellemzően ezüstfehér, hámló bőrrel borított, gyulladt bőrfelületként jelenik meg. Ezeket a területeket plakkoknak nevezik, és leggyakrabban a könyökön, a térden, a fejbőrön és a háton fordulnak elő.

### További megjelenési formái
A pikkelysömör további típusai az esetek körülbelül 10%-át teszik ki. Ezek közé tartoznak a guttatikus, az inverz, a pustulózus, az eritrodermiás és az orális megjelenési formái, illetve a pelenkadermatitis és a seborrhoeás dermatitis megjelenésével párhuzamosan kialakuló pikkelysömörös tünetek.

#### Pustulosus psoriasis

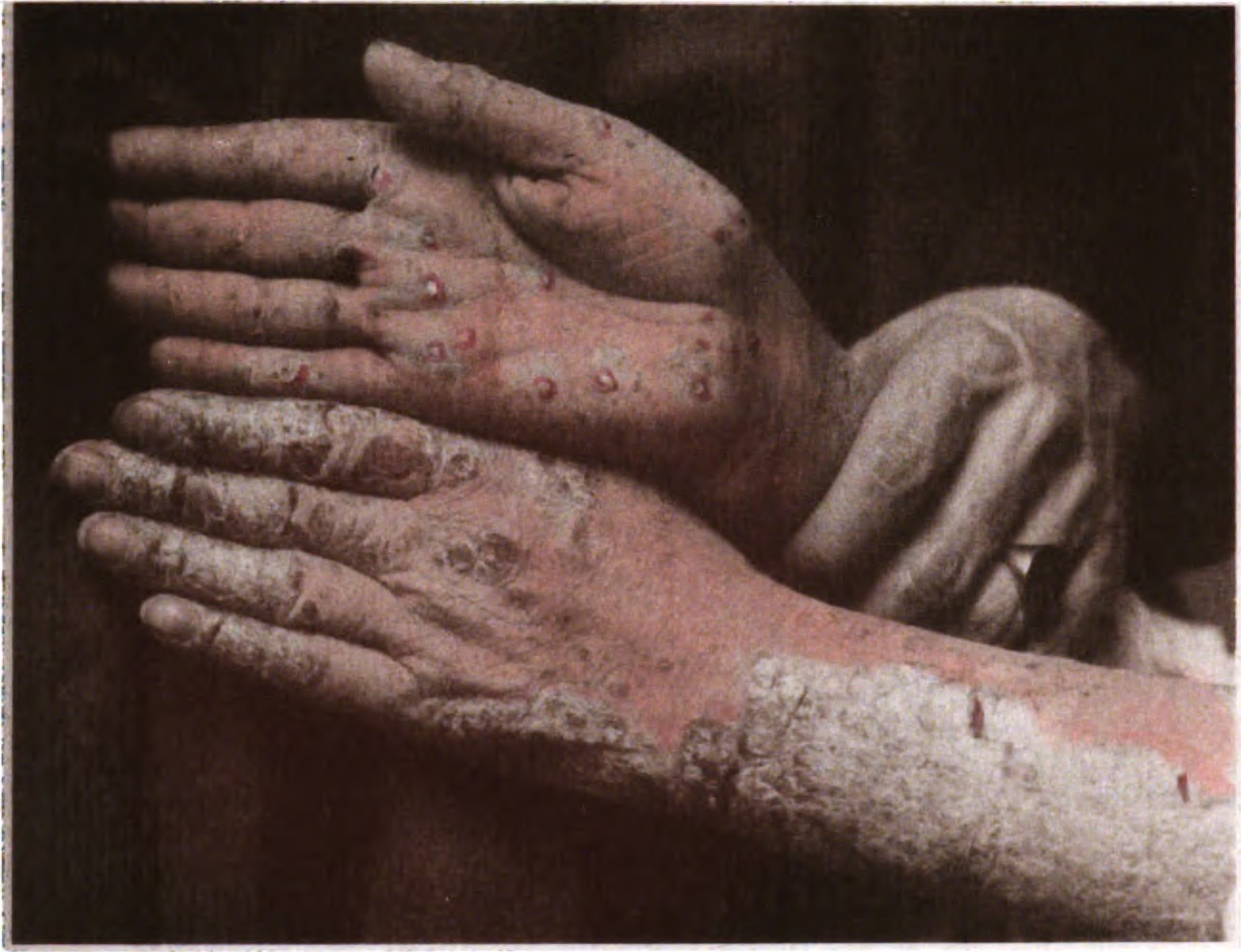
Súlyos pustulosus psoriasis

Ezen típus esetében nem fertőző gennyel (pustulákkal) teli, kiemelkedő dudorok formájában jelenik meg a betegség. 
A pustulák alatti és környéki bőr vörös és érzékeny.
A pustulosus psoriasis lehet lokalizált vagy az egész testre kiterjedt. A lokalizált esetben két típusa a psoriasis pustulosa palmoplantaris és az acrodermatitis continua Hallopeau. Mindkettő forma megjelenése a kezekre és a lábakra korlátozódik.

#### Inverz psoriasis
Az inverz pikkelysömör sima, gyulladt bőrfoltok formájában jelenik meg. A foltok gyakran érintik a bőrredőket és a hajlatokat, különösen a nemi szervek körül (a comb és az ágyék között), a hónaljban, a túlsúlyos has bőrredőiben (ún. panniculus), a farpofák között és a mell alatti inframammáris redőben. Úgy gondolják, hogy a hő, a trauma és a fertőzés szerepet játszik a pikkelysömör ezen atipikus formájának kialakulásában.

#### Guttált psoriasis

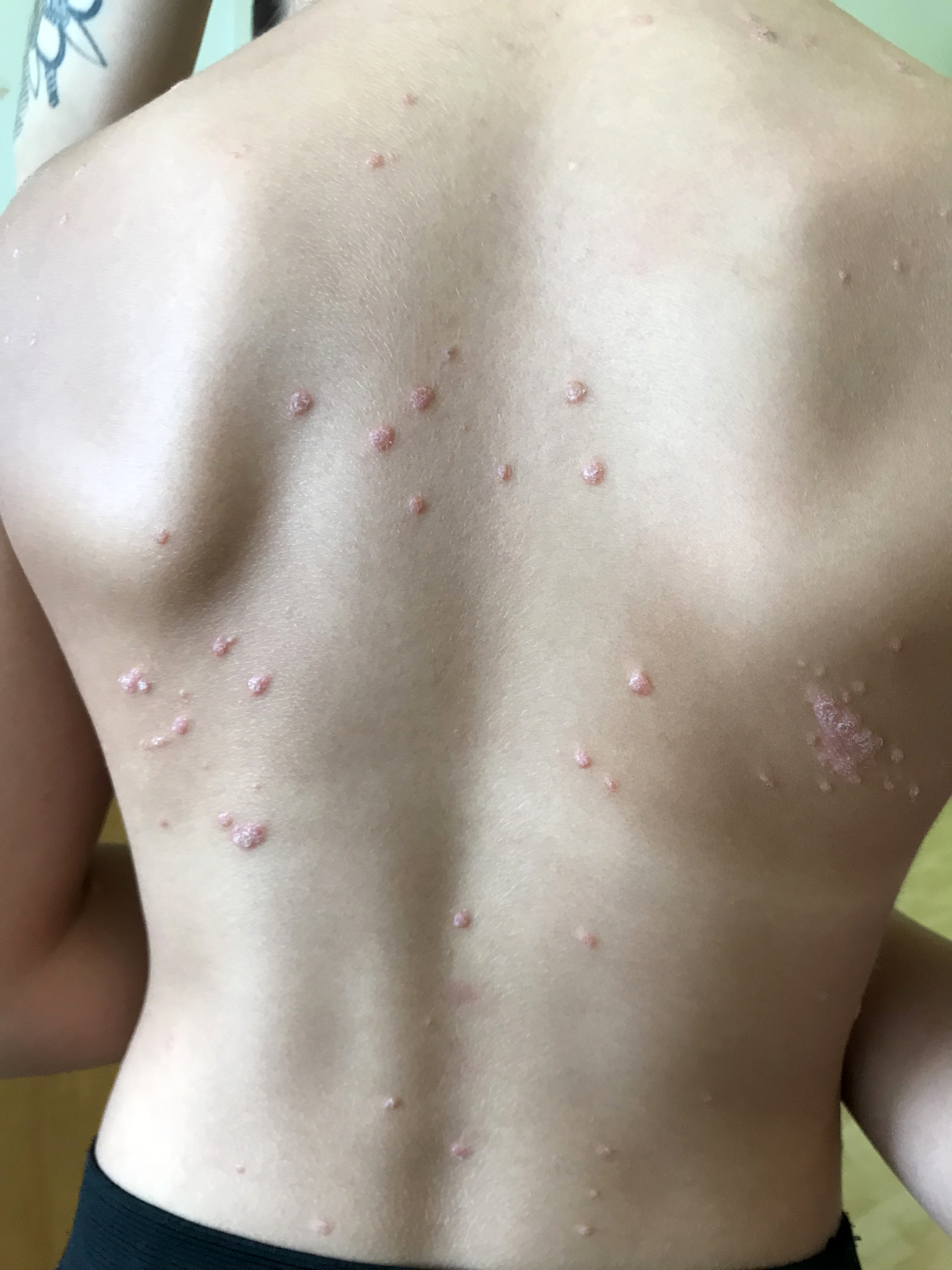
Guttált psoriasis tünetei

A guttált pikkelysömörre számos apró, pikkelyes, vörös vagy rózsaszínű, cseppszerű elváltozás (papula) jellemző. Ezen számos pikkelysömör foltok a test nagy területein, elsősorban a törzsön, de a végtagokon és a fejbőrön is megjelennek. A guttált psoriasist gyakran streptococcus fertőzés, jellemzően streptococcusos garatgyulladás váltja ki.

#### Eritrodermiás psoriasis
Az eritrodermiás pikkelysömör a testfelület nagy részén kiterjedt gyulladással és a bőr hámlásával jár, gyakran a testfelület több mint 90%-át érinti. Súlyos szárazság, viszketés, duzzanat és fájdalom kísérheti. A pikkelysömör bármely típusából kialakulhat. Gyakran a plakkos pikkelysömör súlyosbodásának eredménye, különösen a szisztémás glükokortikoidok hirtelen megvonását követően. A pikkelysömör ezen formája végzetes lehet, mivel a szélsőséges gyulladás és hámlás megzavarja a szervezet hőszabályozó és barrierfunkciókat ellátó képességét.

#### Szájban megjelenő psoriasis
A szájban előforduló pikkelysömör nagyon ritka, ellentétben a lichen ruber planus nevű gyakori papulosqaumosus betegséggel, amely gyakran érinti a bőrt és a szájat is. Amikor a pikkelysömör a szájnyálkahártyát érinti, tünetmentes lehet, de fehér vagy szürkéssárga plakkok formájában jelentkezhet.
A nyelv repedezettsége a leggyakoribb tünet a szájban megjelenő pikkelysömör esetében, és a statisztikák szerint a bőrt érintő pikkelysömörben szenvedők 6,5-20%-ánál fordul elő. A nyelven megjelenő erythema migrans lingualis (bőrpír) mikroszkópos képe nagyon hasonlít a pikkelysömör külső tüneteihez. Azonban a legújabb tanulmányok nem tudtak kapcsolatot kimutatni a két állapot között.

#### Pelenka psoriasis
A pelenka psoriasis a pikkelysömör egy altípusa, amely csecsemőknél gyakori és a pelenkával fedett területeken ezüstös pikkelyekkel tarkított vörös papulák jellemzik, amelyek kiterjedhetnek a törzsre vagy a végtagokra. A pelenka psoriasist gyakran tévesen pelenkadermatitisnek diagnosztizálják.

#### Seborrhoeás dermatitishez hasonló psoriasis
A seborrhoeás-szerű psoriasis a pikkelysömör egy gyakori formája, amely a pikkelysömör és a szeborreás dermatitisz klinikai aspektusait mutatja, és nehéz lehet megkülönböztetni az utóbbitól. A pikkelysömörnek ez a formája jellemzően zsíros pikkelyekkel tarkított vörös plakkok formájában jelentkezik a nagyobb faggyútermeléssel jellemezhető területeken, mint például a fejbőr, a homlok, az orr melletti bőrredők, a száj körüli bőr, a mellkason a szegycsont felett és a bőrredőkben.

### Arthritis psoriatica
Az arthritis psoriatica a krónikus gyulladásos ízületi gyulladás egy formája, melynek klinikai megjelenése igen változatos, és gyakran bőr- és köröm pikkelysömörrel együtt fordul elő. Jellemzően az ízületek és a környező kötőszövet fájdalmas gyulladásával jár (synovitis), és bármelyik ízületben előfordulhat, de leggyakrabban az ujjak és a lábujjak ízületeit érinti. Ez a gyulladás az ujjak és lábujjak kolbász alakú duzzanatát eredményezheti, amelyet kolbászujjnak (dactylitis) is neveznek. Az arthritis psoriatica a csípőt, a térdet, a gerincet (spondylitis) és a keresztcsonti ízületet (sacroiliitis) is érintheti. A pikkelysömörben szenvedő egyének mintegy 30%-ánál alakul ki arthritis psoriatica. A pikkelysömör által kiváltott tünetek a bőrön az esetek mintegy 75%-ában általában az ízületi panaszok előtt jelentkeznek.
A psoriasisos betegek jelentős része panaszkodik enyhébb vagy súlyosabb ízületi tünetekről, és 30-31%-ukban felállítható az arthropathia, azaz arthritis psoriatica (APs) diagnózisa. Az arthritis psoriatica klinikai megjelenése rendkívül változatos. Az egy ízületet érintő, az enyhe, panaszokat alig okozó formától a nagyon súlyos, sok ízületet érintő, destruktív, alig kezelhető formáig sokféle ízületi károsodás előfordulhat. Az arthritis klinikai lefolyására jellemző, hogy idővel a betegek 20%-ánál súlyos, deformáló ízületi gyulladás alakul ki. Az APs betegek kétharmadánál előbb-utóbb legalább egy ízületben erosiók is keletkeznek. Bár az ízületi tünetek kialakulása évekkel megelőzheti a bőrtünetek jelentkezését, az esetek többségében azonban a psoriasis az arthritis előtt már mintegy 10 évvel észlelhető. Az ízületek gyulladásos folyamata bizonyos tekintetben hasonló a rheumatoid arthritisben (RA) látottakhoz, de rheumafaktor- (RF-) negatív, ún. szeronegatív arthritisről van szó.

### Körömtünetek

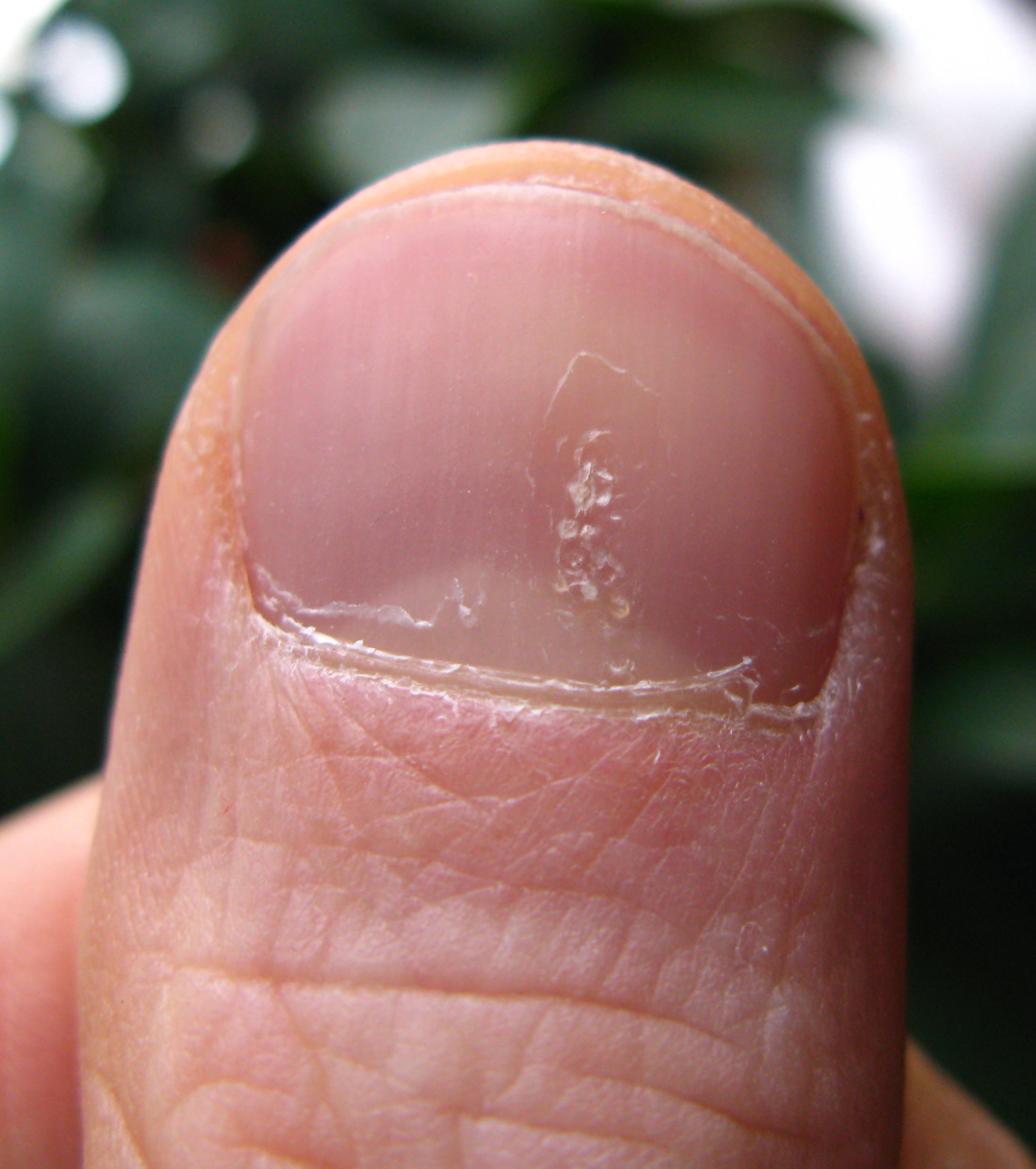
Pikkelysömör a körmön, lyukacsos elváltozást okozva

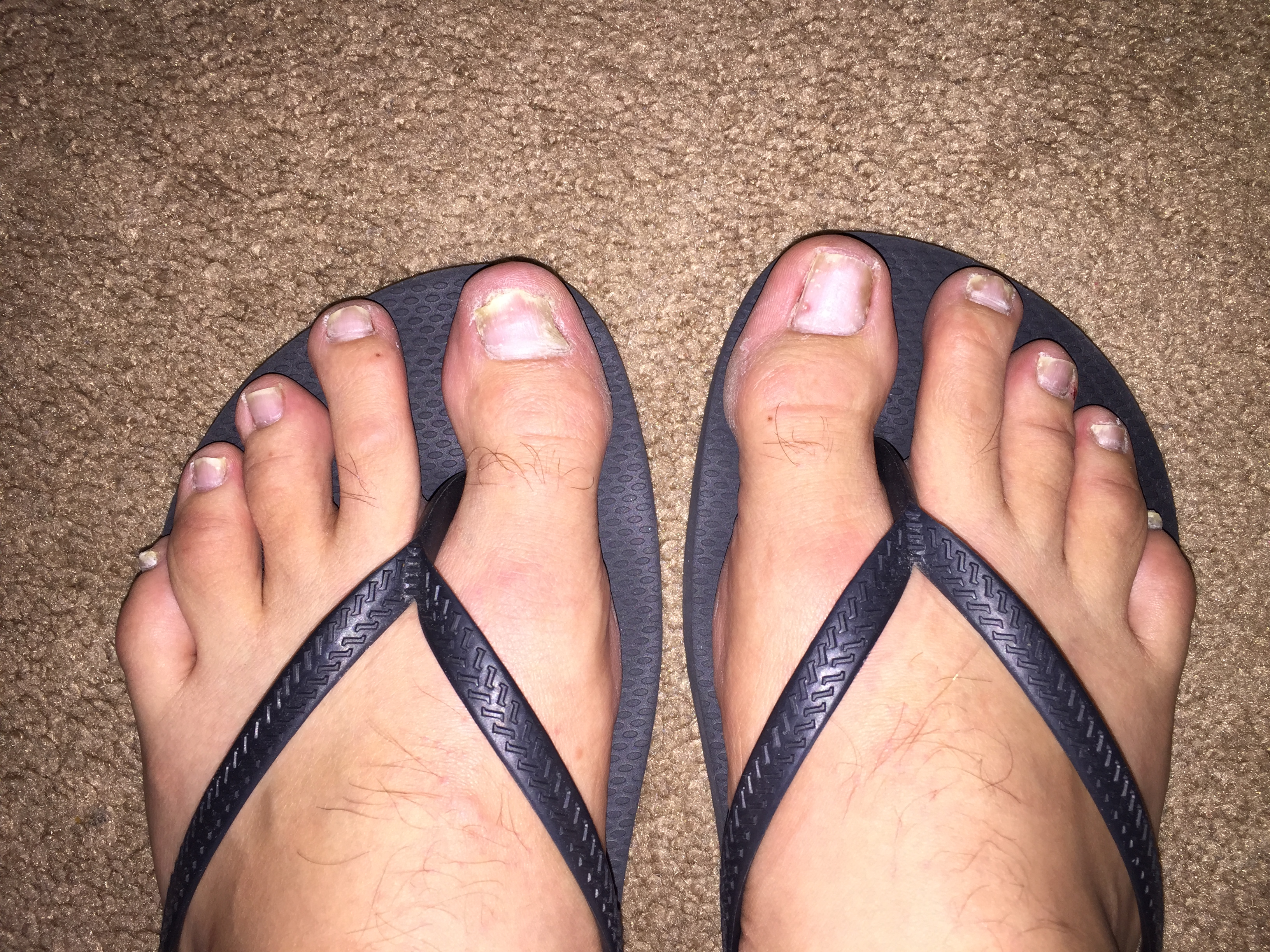
A pikkelysömör hatás a lábkörmökön

A pikkelysömör a körmöket is érintheti, és az ujjak és a lábkörmök külső megjelenésében különféle változásokat okozhat. A köröm pikkelysömör a bőrt érintő pikkelysömörben szenvedők 40-45%-ánál fordul elő, és a pikkelysömörben szenvedőknél 80-90%-os az élethosszig tartó előfordulási gyakorisága.
Ezen elváltozások közé tartozik a köröm lyukacsosodása (köröm pikkelysömörben szenvedők 70%-ánál tűhegy nagyságú mélyedések jelennek meg a körmökön), a köröm kifehéredése, kis területek bevérzése a köröm alatti hajszálerekből, a köröm sárgás-vöröses elszíneződése, az olajcsepp vagy lazacfolt néven ismert elváltozások megjelenése körömökön, szárazság, a köröm alatti bőr megvastagodása (subungualis hyperkeratosis), a köröm meglazulása és leválása (onycholysis), valamint a köröm morzsolódása.
A psoriasisos esetek csaknem felében körömelváltozások is észlelhetők. Ezek lehetnek egészen minimálisak (pl. pontozottság), máskor a köröm súlyosan károsodhat, a körömlemez teljesen leválik. A kézkörmök gyakrabban érintettek, mint a lábkörmök (50% vs. 35%). Az arthritisszel szövődött esetekben nagyon gyakoriak a körömtünetek (87%), és segíthetnek az arthritis psoriatica rheumatoid arthritistől történő elkülönítésében. A köröm morfológiai eltérései a lokális patológiai folyamat jellegét, lokalizációját és fennállásának idejét tükrözik.
Három fő morfológiai eltérése:
- 1. A körömlemez szurkáltsága (Beau-pontok). Ez a morfológiai jellegzetesség a proximalis körömredő dorsalis (háti) oldalán végbemenő keratinisatio zavarának következménye.
- 2. A körömlemez alatti sárgás színű foltok („olajfolttünet”) a körömlemez alatt levő aktív psoriaticus gyulladást jelzik.
- 3. A köröm teljes destrukciója (onychodystrophia), sárgás keratintörmelék megjelenése a körömmátrix-érintettség következménye.[13]

### Egyéb tünetek
A kiütések megjelenésén és eloszlásán kívül az orvosok a diagnózis felállításához egyéb jelzéseket is figyelembe vehetnek. Ezek közé tartozhat az Auspitz-tünet (tűhegynyi vérzés a pikkelyek eltávolításakor), a Köbner-jelenség (a bőr trauma által kiváltott pikkelysömörös bőrelváltozások), valamint a papulákra és plakkokra lokalizált viszketés és fájdalom.

## Differenciáldiagnózis
A jellegzetes klinikai tünetek alapján a psoriasis diagnózisának felállítása többnyire nem okoz gondot. Nehézséget jelenthet a ritkább klinikai formák diagnosztizálása, illetve a kezelés vagy egyéb ok miatt nem típusos képpel jelentkező esetek felismerése. Ezekben az esetekben a klinikai tünetek mellett a jellegzetes anamnézis (pl. családi halmozódás), szövettani vizsgálat, környezeti hatásokra (pl. napsugárzás) vagy kezelésre adott válasz segíthet a helyes kórisme felállításában. A pikkelysömört az alábbi betegségektől kell elkülöníteni:
- Psoriasis vulgaris: lichen simplex chronicus (Vidal), tinea corporis, lichen planus, szubakut cutan lupus erythematodes, cutan T-sejtes lymphoma (mycosis fungoides).
- Psoriasis capitis: seborrhoeás dermatitis. A két betegség gyakran együtt fordul elő (ún. sebopsoriasis).
- Psoriasis faciei: Krónikus discoid lupus erythematodes (CDLE).
- Psorasis pustulosa: Sneddon–Wilkinson-kór, akut generalizált exanthematicus pustulosis (AGEP).
- Erythrodermiás psoriasis: pityriasis rubra pilaris, Sézary-szindróma (cutan T-sejtes lymphoma).
- Tenyéri-talpi psoriasis: krónikus irritatív/allergiás kontakt dermatitis, palmoplantaris hyperkeratosisok, dyshidrosis.
- Inverz psoriasis: intertrigo, familiáris benignus pemphigus (Hailey–Hailey-betegség).
- Arthritis psoriatica: rheumatoid arthritis, Reiter–kór.
- Gyógyszer által provokált psoriasis: elsősorban β-receptor-blokkolók, HIV-asszociált psoriasiform exanthema ez gyógyszer által provokált. A HIV-pozitívakban az eruptiv psoriasis megjelenése gyakori.[13]

## Kezelése
A pikkelysömör kezelése akkor lehet sikeres, ha a terápia a bőrtünetek mellett az esetlegesen fennálló ízületi gyulladást és körömtüneteket is figyelembe veszi. Krónikus betegségről lévén szó, a terápia reális célja a beteg minél hosszabb ideig tünetmentes (vagy a beteg számára elfogadhatóan alacsony szintű tünetes) állapotban tartása, és a maradandó károsodások elkerülése vagy mérséklése, a lehető legkisebb iatrogén (orvosi eredetű) toxicitás mellett.
A psoriasis kezelésére választandó stratégiát alapvetően a bőrtünetek kiterjedtsége, azok lokalizációja és jellege, illetve az egyéb kísérő tünetek (elsősorban az arthropathia) jelenléte és súlyossága határozza meg. Ezen elsődleges kritériumok mellett számos további szempontot is figyelembe kell vennünk (például a beteg életkora, általános egészségi állapota, kísérő betegségei és rendszeresen szedett gyógyszerei, életminősége, azzal kapcsolatos elvárásai, pszichológiai státusa, korábbi kezeléseinek eredményessége, életmódja, a választandó kezelés kényelmi szempontjai). A kezelést modalitás szempontjából helyi, szisztémás és fénykezelésekre, illetve ezek különböző kombinációira lehet lebontani.
A kezelésnek ellenállása (terápiarezisztencia) hívja fel a figyelmet, hogy a psoriasis pustulosara is gondolni kell. Sok gondot okoz a psoriasis pustulosa acrolokalizált változata, az acrodermatitis continua suppurativa (hallopeau) nevű kórkép.
Helyi kezelések – lokalizált psoriasis (érintett testfelület <5%). Amennyiben csak a testfelület kevesebb mint 5 százaléka érintett, elsősorban helyi kezelés jön szóba. Az aktív kezelés elkezdése előtt általában a megvastagodott, hyperkeratoticus pikkelyek eltávolítására is szükség van, erre az 5-10% szalicilsavat vagy tejsavat, karbamidot, ként tartalmazó kenőcsök kiválóan használhatóak. Aktív hatóanyagként dithranolt, középerős, erős vagy ultraerős hatású kortikoszteroidokat, retinoidokat, illetve D3-vitamin-analógokat (calcipotriol) alkalmazunk. Amennyiben az érintett testfelület meghaladja a teljes testfelület 5%-át, de nem éri el annak 20%-át, a helyi terápia mellett általában fénykezelést vagy valamilyen szisztémás szert is be kell állítanunk.
A dithranolkezelés ma is az egyik leghatékonyabb terápiás modalitás pikkelysömörben, de a járóbeteg-ellátásban való alkalmazását megnehezíti a kezelés kényelmetlensége, illetve a mellékhatásaként gyakorta jelentkező lokális irritatív dermatitis. A dithranol alkalmazására több kezelési sémát is kidolgoztak, ezek közül napjainkban leggyakrabban az úgynevezett rövid kontakt sémát alkalmazzák. Ennek során a dithranolt tartalmazó kenőcsöt fokozatosan emelkedő (0,1%-10%) koncentrációban 30 percre viszik fel a pikkelysömörös plakkokra. A dithranol a környező tünetmentes bőrben irritatív dermatitist okoz, és a bőrt és a bőrfüggelékeket (pl. körmök) barnára színezheti. A dithranol gyorsan bomló vegyület, ezért a kenőcsnek minden esetben konzerválószert (pl. 2% szalicilsav) is tartalmaznia kell.
A kortikoszteroidok a gyulladásos folyamatok fenntartásában szerepet játszó csaknem valamennyi sejtre (T-sejtek, antigénprezentáló sejtek, keratinocyták) gátló hatást fejtenek ki, így a psoriasisos gyulladást is gyorsan és hatékonyan csökkentik. A szteroidkezelésnek azonban számos mellékhatása van (bőratrophia, teleangiectasiák kialakulása, szteroidacne stb.), a kezelés elhagyásakor pedig a psoriasisos bőrtünetek gyors kiújulásával kell számolni. A lokális kortikoszteroidkészítmények az egyik leghatékonyabb, kozmetikailag is jól tolerálható készítmények, ezért napjainkban a leggyakrabban alkalmazott antipsoriaticus szerek. Fontos megjegyezni, hogy a gyors kiújulás veszélye miatt (úgynevezett rebound effektus) a szteroidok szisztémásan csak kivételes esetekben és átmenetileg alkalmazhatóak pikkelysömörben.
A D3-vitamin-származék calcipotriol immunmoduláló hatását használjuk ki a pikkelysömör kezelésében. A calcipotriol antipsoriaticus hatáserőssége megegyezik a közepesen potens kortikoszteroidokéval, a calcipotriol mellékhatásai azonban lényegesen enyhébbek. A calcipotriolkészítmények kozmetikailag kiválóan tolerálhatóak, ezért szintén a gyakran alkalmazott pikkelysömör elleni készítmények közé tartoznak.
A helyi alkalmazásra szánt retinoidkészítmények hatásossága elmarad a közepesen erős kortikoszteroid-, illetve D3-vitamin-készítményekétől, ugyanakkor alkalmazásuk során az esetek többségében jelentős lokális irritáció jelentkezik. Éppen ezért a retionoidok nem terjedtek el lokális készítményként a pikkelysömör kezelésében.
Szisztémás és fénykezelések – kiterjedt psoriasis (érintett testfelület >20%). A kiterjedt plakk típusú pikkelysömör kezelésére jelenleg nincs általánosan elfogadott, klinikai evidenciákon alapuló protokoll. A kezelést általában individuálisan, a beteg tüneteire szabva, a kontraindikációkat szem előtt tartva állítja be a kezelőorvos. Kiterjedt psoriasisban többnyire fénykezelés (szűk spektrumú UV-B, illetve PUVA) az elsőként választandó kezelési mód, ennek ellenjavallata esetén metothrexat, retinoid vagy ciclosporin beállítása szükséges. Tekintettel arra, hogy pikkelysömör esetén elhúzódó kezelésre lehet számítani, az iatrogén toxicitás mérséklésére többféle hosszú távú terápiás stratégia is ismeretes. A kombinációs séma több szer egyidejű alkalmazásával azok additív vagy szinergisztikus effektusát használja ki, így csökkentve a dózisokat és a mellékhatások megjelenésének valószínűségét. A rotációs stratégia során a különböző terápiás modalitásokat egymás után alkalmazzuk, ami az egyes szerek kumulatív dózisának mérséklését eredményezi. Az úgynevezett szekvenciális módszer lényege pedig, hogy egy magasabb toxicitású, de jobb effektivitású szerrel indukált remissziót egy kevesebb mellékhatással rendelkező, fenntartó kezeléssel igyekszünk stabilizálni.
A guttált psoriasis kezelése hasonló a plakk típusnál ismertetettekhez. Mivel a guttált típusnál (és kizárólag ennél a típusnál) szóródó infekció előzheti meg (pl. streptococcus) a bőrtünetek megjelenését, fontos az infektív góc keresése és antibiotikus kezelése. A tünetek kiterjedtsége miatt elsőként szűk spektrumú UV-B jöhet szóba, amennyiben ez nem elég hatékony, PUVA-ra válthatunk, de ennél agresszívebb terápiára általában nincs szükség. A fénykezelést alacsony dózisú retinoiddal lehet kiegészíteni.
Az akut erythrodermiás psoriasis általában a beteg hospitalizációját teszi szükségessé. Ilyenkor az erythroderma általános kezelési stratégiája (a hőszabályozás rendezése, fehérjeegyensúly biztosítása, keringéstámogatás) mellett az alapbetegség terápiájában ciclosporin, methotrexat, illetve retinoidok válnak be leginkább. Lokálisan jó hatásúak lehetnek a kortikoszteroidtartalmú externák, a bőr irritációját okozó helyi kezelési módokat (dithranol, lokális retinoid) ugyanakkor kerülni kell.
Generalizált pustulosus psoriasisban az elsőként választandó szer az acitrecin, akár monoterápiaként is. 25–50 mg napi dózis mellett a pustulosus tünetek már tíz nap alatt eltűnnek, ezt követően megkísérelhető a dózis mérséklése, illetve a kezelés kiegészíthető UV-B-kezeléssel vagy PUVA-val.
Szisztémás és fényterápiás modalitások. A szűk spektrumú UV-B-fototerápia kedvező hatását a bőrben lévő T-sejtek apoptosisát indukálva fejti ki, ezért viszonylag gyors és tartós remissziót eredményez. A gyakorlatban először a beteg úgynevezett minimális erythema dózisát (MED) határozzuk meg, majd ennek 70 százalékával kezdjük a terápiát. Amennyiben nincs erythema, az alkalmazott dózis 30-40%-kal, kismértékű bőrvörösség esetén 15-20%-kal emelhető tovább. Mérsékelt, tünetekkel nem járó erythema optimális terápiás effektust eredményez, ilyenkor nincs szükség a dózis módosítására. Fájdalmat okozó bőrpír esetén viszont ajánlatos a kezelést az erythema mérséklődéséig szüneteltetni, majd a korábbi dózis felével folytatni. A kezelést általában hetente 3-4 alkalommal végezzük, majd a tünetmentesség elérése (4-8 hét) után heti 1-2 kezelésre csökkentjük, vagy más fenntartó terápiára térünk át. Az UV-B-kezelés rövid távú mellékhatásaként erythema és pruritus jelentkezhet, ami lokális kortikoszteroid, emolliens és antihisztamin adásával általában jól kontrollálható. Hosszú távú kezelés során számolni kell aktinicus bőrkárosodás megjelenésével (pl. solaris elastosis, bőrráncosodás, hipo- és hiperpigmentáció), illetve az ultraibolya fény potenciális carcinogen hatásaival.
PUVA-kezelés során az UV-A-fototerápia hatékonyságát szisztémásan vagy lokálisan alkalmazott fényérzékenyítő anyaggal, psoralennel fokozzuk. Terápiás effektusa az UV-B-kezeléshez hasonló elveken alapul. A PUVA-kezelés kiválóan alkalmazható gyors remisszió indukálására, de fenntartó kezelésként nem megfelelő. Orális PUVA esetén 0,6-0,8 mg/tskg psoralen bevételét követően 1-2 órával sugarazzuk be a bőrt. A szisztémás mellékhatások mérséklése érdekében a psoralent lokálisan (pl. fürdővízbe keverve vagy kenőcsben) is alkalmazhatjuk. A kezdő terápiás UV-A-dózist meghatározhatjuk az úgynevezett minimális fototoxikus dózis (MPD) alapján is (ennek 70%-át véve), a gyakorlatban azonban az első kezelés során általában 1 J/cm2 energiájú besugárzást alkalmazunk. A dózist ezt követően fokozatosan, 0,5-1,5 J/cm2-rel emeljük, a kifejezett bőrpír kialakulását azonban kerülni kell. A kezeléseket hetente 3-4 alkalommal, a tünetmentesség eléréséig (ehhez általában 100-200 J/cm2 összdózis szükséges) végezzük. A PUVA-terápia mellékhatásai hasonlóak, de valamivel kifejezettebbek, mint a szűk spektrumú UV-B-kezelésé. Orális psoralen alkalmazása esetén a fényérzékenység a gyógyszer bevételét követő 8-12 órán át fennáll, ezért ebben az időszakban a bőr és a szem fokozott fényvédelme elengedhetetlen. A PUVA carcinogen hatása nagyobb számú (200 feletti) kezelés után, elsősorban carcinoma spinocellulare képében jelentkezik.
Az acitretin (Neotigason) orálisan alkalmazható retinoid, az etretinat nevű prodrug aktív metabolitja. A retinoidok antipsoriaticus hatásukat elsősorban az epithelsejtek proliferációjának, differenciálódásának és keratinisatiójának befolyásolása, másodsorban az immunválasz, illetve a gyulladásos folyamatok (pl. az arachidonsav-kaszkád) szabályozása révén fejtik ki. Monoterápiaként az acitretin elsősorban generalizált pustulosus psoriasisban jó hatásfokú, krónikus plakk típusú, illetve guttált pikkelysömörben inkább fenntartó kezelésként vagy kombinációs terápia részeként használjuk. Generalizált pustulosus psoriasisban a pustulosus tünetek 25–50 mg napi dózis mellett már tíz nap alatt eltűnnek, ezt követően megkísérelhető a dózis mérséklése. Plakk típusú tünetek esetén általában 25 mg napi dózis mellett a psoriasisos pikkelyek néhány nap alatt elvékonyodnak. A fototerápia hatékonyságát az acitretin együttes alkalmazása drámaian fokozza, a retinoidkezelést ilyenkor a fototerápia előtt két héttel vagy azzal egyidőben indítjuk. A toxicitás mérséklése érdekében a terápiás eredmény elérésekor az acitretin dózisát másnaponta 25 mg-ra vagy napi 10 mg-ra csökkenthetjük. A retinoidkezelés leggyakoribb mellékhatásai: cheilitis, hámlás, alopecia, bőrszárazság, rhinitis, körömdystrophia, orrvérzés, dermatitis és szemszárazság. A mellékhatások reverzíbilisek, és általában a dózis csökkentésével, illetve a bőr és a nyálkahártyák nedvesen tartásával jól kontrollálhatóak. Az acitrecin teratogen, ezért az acitrecin alkalmazása tilos terhesek, illetve olyan nőbetegek esetén, akik a kezelés befejezését követő három éven belül teherbe kívánnak esni, vagy nem alkalmaznak megbízható kettős fogamzásgátló módszert a kezelés alatt és az azt követő három év során. A betegek gondozása során havonta szükséges elvégezni a következő laboratóriumi vizsgálatokat: terhességi vizsgálat (fogamzóképes nőkön), vérkép, vérzsírok, máj- és vesefunkciós értékek, kreatinin-foszfokináz a vérben.
A metothrexat (MTX) a legrégebben alkalmazott szisztémás antipsoriaticum. Gátolja az RNS- és DNS-szintézishez szükséges timidilát- és purinnukleotidok termelését, ami végső soron a sejtoszlás leállását eredményezi. Az MTX hatékonysága psoriasisban részben a hámsejtekre gyakorolt antiproliferativ hatással, részben a T-sejtek osztódására és aktiválódására kifejtett gátló effektussal magyarázható. Monoterápiában is kiválóan alkalmas a tünetmentesség elérésére és annak hosszú távú fenntartására, illetve jól használható a psoriasis komplikált formáiban, például arthritis psoriaticában vagy pustulosus psoriasisban is. A methotrexatot általában intermittálóan, heti egyszeri 10–20 mg (maximum 30 mg) dózisban alkalmazzuk. A terápia rövid távon csontvelő-depressziót, hányingert, nyálkahártyafekélyeket okozhat, míg a kezelés legfontosabb hosszú távú mellékhatása a májfibrosis, illetve az ennek talaján kialakuló hepatocellularis carcinoma lehet.
A ciclosporin az egyik leghatékonyabb orális antipsoriaticum. Hatása a T-sejtek gátlásán alapul. A molekula nagy mérete miatt nem penetrál a hámon keresztül, ezért csak szisztémás formában alkalmazható. Klinikai alkalmazására két megközelítés létezik: 5 mg/kg-os kezdő dózis, majd fokozatos csökkentés, vagy alacsonyabb, 2,5 mg/tskg körüli induló dózis, amit lépcsőzetes emelés követ a kívánt hatás eléréséig. A kezelés legfontosabb mellékhatásai a vesekárosodás és a vérnyomás-emelkedés lehetnek.
A psoriasis immunológiájában központi szerepet játszó tumornecrosis faktor- (TNF-) α neutralizálásán alapul az etanercept, az infliximab hatásmechanizmusa.
Az alefacept a leukocytafunkció-asszociált antigén (LFA)-3 és a humán immunglobulin IgG Fc-részének géntechnológiai fúziójával előállított protein; hatása elhúzódó.
A biológiai terápiák legfőbb kockázata az infekció, különösen a latens fertőzések aktiválódása, opportunista fertőzések megjelenése. Biológiai terápiák alatt autoimmun jelenségek léphetnek fel, amelyek reverzíbilisek, szórványosan pedig demyelinizáló jelenségeket (sclerosis multiplex rosszabbodása vagy megjelenése) észleltek, ezért ilyen esetekben a biológiai terápia nem ajánlott.
Ustekinumab. Az IL-12/23 közös epitópja ellen irányuló, kettős hatású monoklonális ellenanyag. Jelenleg a bőrtünetekre alkalmazzuk, az arthropathiára gyakorolt hatásának felmérése folyamatban van. Nagy előnye, hogy évente mindössze négy alkalommal kell injekció formájában alkalmazni.
Speciális anatómiai területek kezelése. A hajas fejbőr kezelésénél néhány speciális szempontot is figyelembe kell vennünk. Ilyenkor a kényelmesebb alkalmazhatóság érdekében a hatóanyagokat kevésbé zsíros vechiculumba (pl. oldat, sampon, hidrofil krém, hab) tanácsos belekeverni. Hámlasztásra itt is jól beváltak a szalicilsav-tartalmú externák, ami jól kombinálható szteroiddal is. Speciális eszköz a hajas fejbőr psoriasisának kezelésére az úgynevezett ultraibolyafény-fésű, mely ambuláns vagy otthoni kezelésre egyaránt jól használható.
Az arcbőr és az intertriginosus területek elváltozásai rendkívül jól reagálnak lokális kezelésre, ugyanakkor fokozottan érzékenyek a legtöbb helyi terápia potenciális mellékhatásaira. A kortikoszteroidok atrophizáló, teleangiectasiát és striákat okozó mellékhatásai ezeken a bőrterületeken gyorsabban és intenzívebben jelentkeznek, ezért elsősorban a modernebb, enyhébb és biztonságosabb (nem fluorozott) szteroidok alkalmazása javasolt. A jövőben a kortikoszteroidok helyettesítésére kiváló alternatívát jelenthetnek ebben a lokalizációban a D3-vitamin-származékok, így a calcipotriol, és a lokális immunmodulátorok (pl. tacrolimus, pimecrolimus), amelyek nem rendelkeznek az előbbiek mellékhatásaival, terápiás effektusuk pedig hasonló. Bár a tenyerek és talpak pikkelysömöre a testfelszín csak kis felületének érintettségét jelenti, funkcionális szerepe miatt a palmoplantaris psoriasis kezelése nagy jelentőségű. A helyi kezelésben jó hatású a dithranol és a calcipotriol is. A terápiában a korábban ismertetett helyi kezelési módok viszonylagos hatástalansága miatt azonban nagyobb hangsúlyt kapnak a szisztémás retoinoidok és a fotokemoterápia (részletes ismertetésüket lásd a kiterjedt psoriasisról szóló fejezetnél).
A körmöket érintő pikkelysömör általában nehéz feladat elé állítja a kezelőorvost. Megkísérelhető kortikoszteroid- és szalicilsav-tartalmú kenőcsök, lokális fényterápia (szűk spektrumú UVB), illetve ezek sikertelensége esetén szisztémás retinoid is.
Napjainkban (még) gyógyíthatatlannak minősülő betegség. A kezelések célja a tünetmentesség elérése, az állapot elfogadhatóvá alakítása. Mivel a betegség nem gyógyítható, a tünetmentességet vagy elfogadható állapotot eredményező kezelést gyakorlott szakorvos tudja megszervezni. Sok időt és energiát igényel a betegek felvilágosítása arról, hogy a kivizsgálás nélkül ajánlott, bizonytalan eredetű, tekintélyes anyagi erőket igénybe vevő, a szakorvosi kezelési tervbe bele nem illő ajánlatok milyen valós értékeket képviselnek.
A külső, helyi kezelés célja a szaruréteg elvékonyítása, a hámsejtek (keratinociták) felgyorsult szaporodásának normalizálása.
- 5-10-15%-os szalicilsavas kenőcs, amihez 1-10% karbamid is adható.
- Dithranol, amelyet eredményesen lehet használni „perckezelés” formájában. A 0,1-4% dithranolt és 3% szalicilt tartalmazó kenőcsöt 10-20 percig kell a bőrön hagyni, a bőrt a fürdés után közömbös kenőccsel kell bekenni. Ezzel a módszerrel ugyanazt a hatást lehet elérni, mintha a kenőcs egész nap a bőrön lenne.[36]
- Szteroid externák arcon, testhajlatokban, kis területen és rövid ideig használhatók mellékhatás nélkül (pl.: fluticasone propionát 0,5%-os kenőcs).
- Kátrányszármazékok 5-10%-os töménységben kenőcs, vagy ecsetelő formájában
- Szintetikus D3 vitamin (calcipotriol) externák, amelyeket szteroid extermákkal lehet kombinálni. A szerzők a kombinált kezelést hatásosnak tartják, előnye, hogy hosszú távú kezelésre alkalmas.[1]
- UV-B-sugárzás (széles sávú sugárzás: 285-400 nm, keskeny sávú: 309-313 nm). Vannak betegek, akik állapota a napon, UV-sugárzás után romlik.
- Fénykezelés. A kezeléshez szükséges eszközök ára miatt klinikán (Szeged), psoriasis centrumban végeznek ilyen kezeléseket.

Belső kezelési lehetőségek:
- PUVA (Psoralen+UVA) kezelés. Fényérzékenyítő gyógyszer beadása utáni besugárzás. Mellékhatások: hányinger, gyomor- és bélpanaszok, májfunkció megváltozása, PUVA lentigo, pigmentációs zavarok. Éveken át alkalmazott kezelés után daganatok megjelenése.
- A 308 nm-es excimer lézeres kezeléssel szép eredményt értek el.
- Balneo-kemo-fototerápia: fényérzékenyítőt nagy hígításban tartalmazó oldatban fürdés, majd UVA sugárzás.
- ReUVA. Retinoid gyógyszer szedése közben UV-A sugárzás.
- Szintetikus retinoidok (Aciterin = Neotigason).
- Kisadagú Cyclosporin-A lassítja a keratinocyták oszlását.
- Metotrexát (MTX), folsav antagonista, gátolja a nuceinsav szintézisét, lassítja a keratinocyták oszlását.
- Biológiai választ módosító szerek (Biological Responses Modifier Drugs), mint például az infliximab, efalizumab, etanercept. Viszonylag új és drága szerek, ismertetett mellékhatásaik tekintetében csak korlátozott információ áll rendelkezésre.[37][38]
- Szisztémás kortikoszteroidok. A fenyegető rebound hatás miatt nem ajánlott.

| Pallas nagy lexikonából |
| --- |
| "A pikkelysömör (Psoriasis vulgaris), igen elterjedt, makacs és a legtöbbször nehezen vagy egyáltalában nem gyógyítható, de azért egészben véve jóindulatú bőrbetegség, amely a bőr különböző helyein és különböző nagyságban fellépő, különböző alakú, élesen határolt, a bőr felszíne felé kevéssé kiemelkedő, lapos beszürődményekből áll, amelyek erősen fénylő, gyöngyház fényű, szürkésfehér színű felhámlemezektől, pikkelyektől vannak fedve, amely lemezek rendes körülmények között maguktól nagy tömegekben válnak le, de különben is könnyen lekaparhatók, és ilyenkor az alatta levő lobos beszürődmény mint egy vörös, több apró pontocskákból vérző felület látható. A betegség (l. Bőrbetegségek mellékletén 6. ábra) rendesen kis veres foltokkal kezdődik, amelyek kezdetben az ujj nyomása alatt elhalványodnak, és csakhamar a jellegzetes korpásodást, lepikkelyezést mutatják, P. punctata; ezen elsődleges kivirágzások azután perifer irányban folyton nagyobbodnak, amidőn az egyes folt egy csepphez lesz hasonló, P. guttata; ha még nagyobb lesz, egy pénzdarab alakját veszi fel, P. nummularis. Több ilyen szomszédos folt összeolvadása által karéjos, lebenyes alakok jönnek létre, P. figurata, gyrata; ha a betegség igen nagy fokot ér el, az egész bőrfelületet elfoglalhatja, P. diffusa és universalis, amidőn az egész köztakaróból alig marad egy pár ép hely vissza. A foltokra nézve mindig jellegzetes a perifer növekvés, valamint, hogy a nagyobb foltok, ha egy bizonyos kiterjedést elértek, a középen visszafejlődnek; ilyenkor sokszor gyűrüalaku kivirágzások keletkeznek, P. annulata. A P. rendesen már a gyermekkorban kezdődik, néha azonban később lép fel. Kedvenc fellépési helye a végtagok feszítő oldala, a hajzatos fejbőr és a keresztcsont, különösen pedig a könyök és a térdkalács tája; a betegség rendesen itt kezdődik, és ha nagyobb foku P.-nál a kezelés által a többi kivirágzásokat el is tüntetjük, a könyökön és térden rendesen maradnak vissza egyes plakkok, amelyek minden kezeléssel dacolnak. A gyógykezelésnek igen nagy szerepe van a P.-nál. A kezelés kétféle, helybeli és általános, amelyek közül az első a fontosabb, megjegyezvén, hogy igazán radikális helybeli kezelés legkönnyebben csak kórházban, v. valamely gyógyintézetben, és csak nehezebben vihető keresztül otthon. A helybeli kezelés két részből áll. Az első a korpák és epidermismasszák eltávolítása és a bőrnek fellágyítása, hogy azután a második rész, t. i. a gyógyszereknek direkt a megbetegedett helyekre való alkalmazása, teljesen hatásos lehessen Általános szabály a helybeli gyógykezelés megkezdésénél, hogy egy éppen kitörésben levő psoriasist nagyon izgató szerekkel nem szabad kezelni addig, míg nem látjuk, hogy az megállapodott, különben súlyosabb erupciókat okozhatunk. Az epidermismasszák és pikkelyek fellágyítása és eltávolítására a legalkalmasabbak a fürdők (esetleg kén, kátrány, szóda vagy Vlemikx-oldat hozzáadásával); a fürdőben a beteg magát szappannal és kefével jól ledörzsöli vagy ledörzsölteti, fürdő után esetleg pokrócokba lesz göngyölve, hogy megizzadjon és salicil-kenőccsel bekenve, ami az epidermist felduzzasztja, meglágyítja és a pikkelyek eltávolodását elősegíti. Ha ezen kezelést pár napig folytattuk és az egyes plakkokról a pikkelyeket elegendőképp eltávolítottuk, ami azoknak élénk piros színe által árulja el magát, akkor jő a gyógykezelés második része. A legkitűnőbb szer a krizarobin, amelyet legcélszerűbb 10% kenőcs alakjában az egész testre (a fej és kezek kivételével) jól bedörzsölünk naponta egy-kétszer, miközben a beteg ágyban marad. Ezen kezelést addig folytatjuk, mig a megbetegedett helyek, amelyek a kezelés első idejében a különben ibolyaszínűre festett köztakarón mint világos foltok mutatkoznak, szintén ugyanolyan színűek lesznek, mint a többi bőr. Az arcra, a hajzatos fejbőrre és kezekre legjobb precipitat kenőcsöt alkalmazni. A krizarobinon kívül a kátrány, a pyrogallus és a naftal is igen jó szerek, de az előbbit egyik sem közelíti meg, másrészt meg alkalmazásuk, különösen a két utóbbié, nagyobb bőrfelületre mindig csak nagy óvatossággal történhet. A belső szerek közül legtöbbet ér az arzén, bár megjegyezzük, hogy a belső szerelés egymagában nem elégséges a P. kezelésére. Újabban a jódkáliumot nagy adagban ajánlják, amelynek hatása azonban még nincsen minden oldalról bebizonyítva." |

## Fordítás
Ez a szócikk részben vagy egészben  a   Psoriasis című angol Wikipédia-szócikk fordításán alapul.  Az eredeti cikk szerkesztőit annak laptörténete sorolja fel. Ez a jelzés csupán a megfogalmazás eredetét és a szerzői jogokat jelzi, nem szolgál a cikkben szereplő információk forrásmegjelöléseként.